# Řád Alexandra Něvského
Řád Alexandra Něvského je ruské státní vyznamenání udělované za obecné zásluhy o vlast. Řád byl obnoven 7. září 2010 rozhodnutím prezidenta Ruské federace Dmitrije Medvěděva a navazuje na tradice Řádu sv. Alexandra Něvského i jeho sovětské varianty Řádu Alexandra Něvského. Řád je v současné době udělován v jedné třídě, jak ruským občanům, tak i občanům dalších zemí.

## Historie
Řád Alexandra Něvského byl obnoven rozhodnutím prezidenta D. Medvěděva ze 7. září 2010 a slouží k ocenění "občanů Ruské federace plnících státní službu za zvláštní osobní zásluhy o vlast ve věcech výstavby státu, dlouholeté svědomité služby a významných výsledků dosažených při plnění pracovních povinností, v oblasti posílení mezinárodní autority Ruska, obranyschopnosti země, rozvoje ekonomiky,vědy, vzdělání, kultury, umění, ochrany zdraví a dalších zásluh,a dále také občanů Ruské federace za významné osobní zásluhy v rozličných oblastech hospodářské, vědecké, sociálně-kulturní, vzdělávací a další společensky prospěšné činnosti." Řádem mohou být také vyznamenáni občané jiných států "za zásluhy v rozvití mnohostranné spolupráce s Ruskou federací." Jeho přímým předchůdcem byl sovětský řád Alexandra Něvského, který byl v rámci Ruské federace převzat ale nebyl udělován.

## Třídy a pravidla nošení
Řád se uděluje pouze v jedné třídě. Odznak řádu se nosí na levé straně hrudi. Pokud je nositel vyznamenán Řádem za zásluhy o vlast (IV. třídy či vyšší), následuje řád Alexandra Něvského až za ním. Totéž platí také pro nošení stužky řádu na vojenské uniformě.

## Vzhled
Odznakem řádu je zlatý tlapatý kříž zdobený rubínově červeným smaltem mezi jehož rameny jsou umístěny čtyři ruští imperátorští orli (státní znak Ruské federace). Uprostřed kříže je situován malý medailon s vyobrazením jezdecké postavy knížete Alexandra Něvského. Na averzu odznaku je umístěn ruský nápis За труды и отечөство (Za práci a vlast). Stuha řádu je červená s prostředním zlatým pruhem. Nynější odznak řádu plně navazuje vzhledem na starší řád sv. Alexandra Něvského, udělovaný do roku 1917 v Ruském impériu.

## Vyznamenaní
Řádem byl vyznamenán například prezident Ruské akademie věd Jurij Osipov, maršál Sovětského svazu Vasilij Petrov , maršál Sovětského svazu Sergej Sokolov, patriarcha moskevský a vší Rusi Kirill a další.

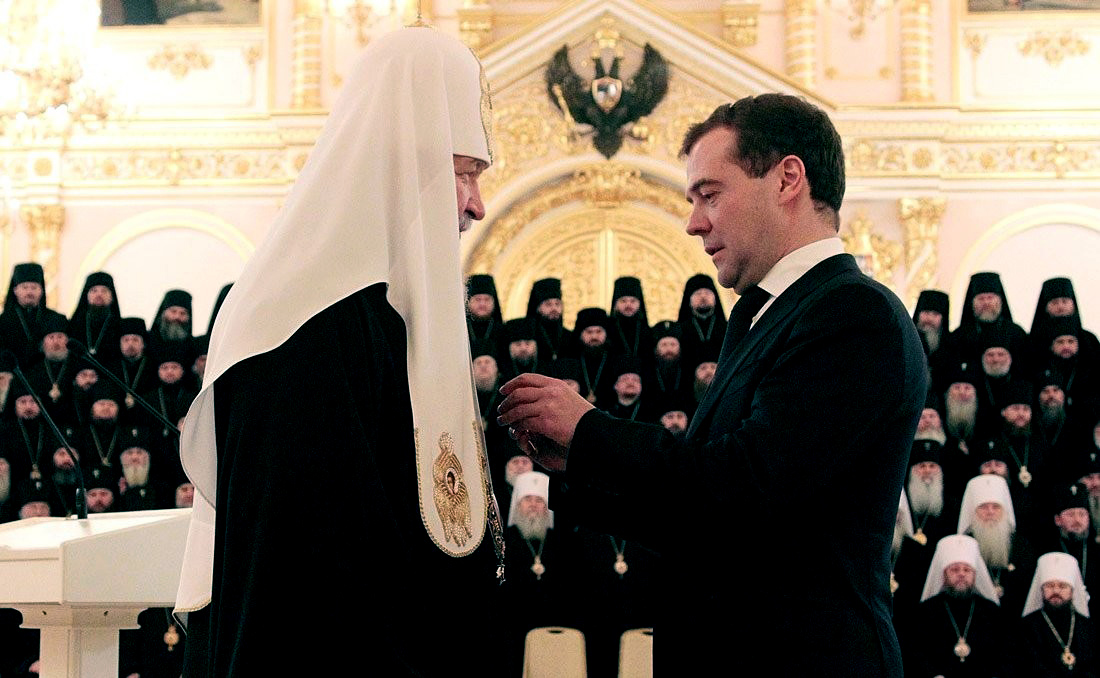
Nositelem řádu je od února 2011 moskevský patriarcha Kirill. Foto Kremlin.ru
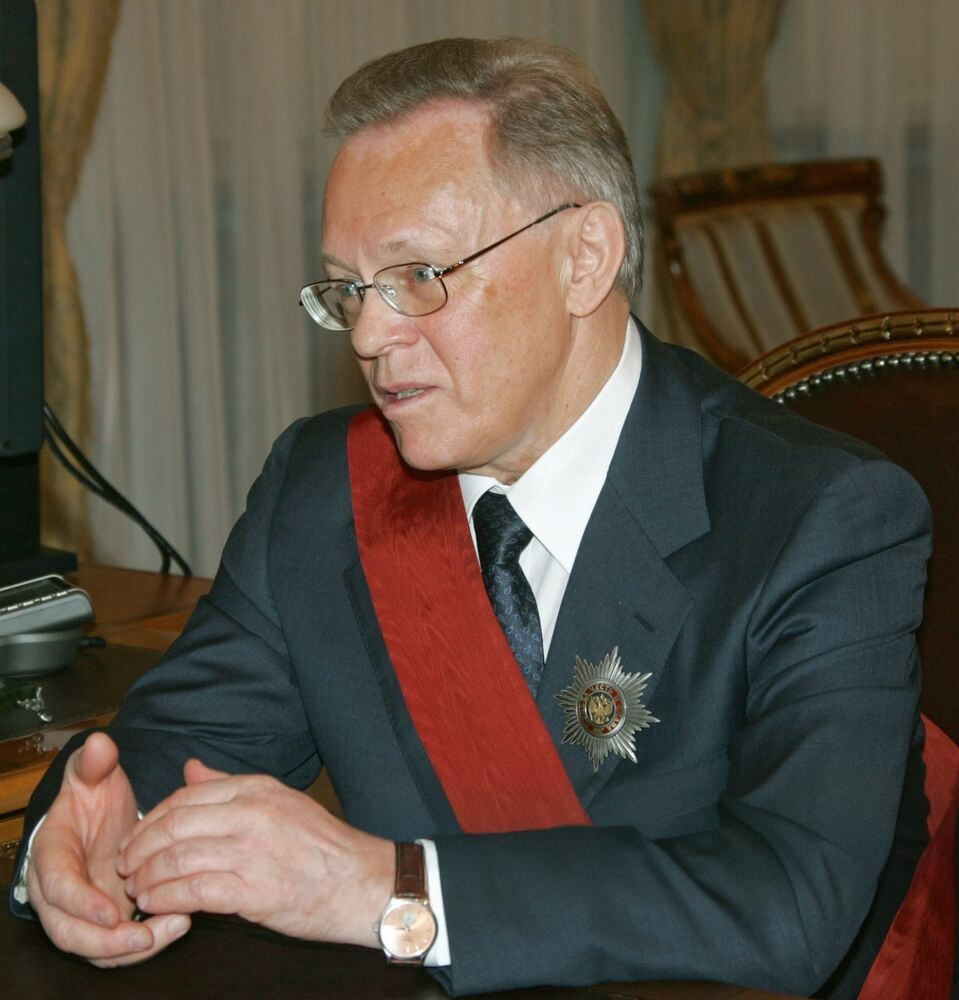
Předseda Ruské akademie věd matematik Jurij Osipov byl vyznamenán v roce 2012.
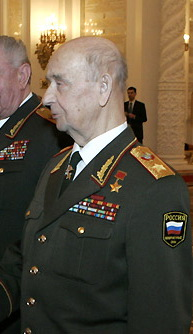
Maršál Sovětského svazu Sergej Sokolov.